# Peter Joseph Berger
Peter Joseph Berger (Viersen, 2 oktober 1798 – Venlo, 15 december 1865), ook wel Pierre Joseph, Petrus Josephus of P.J. Berger genoemd, was een Venlose ondernemer, bankier en politicus. Berger was vanaf 1851 tot aan zijn dood lid van de gemeenteraad van Venlo. Ook was hij van 1859 tot 1865 actief als lid van de Provinciale Staten van Limburg. Hij geldt als de Pater familias van de Venlose bankiersfamilie Berger, en was grondlegger van de 'economische duizendpoot' Bank- en Handelsvereeniging v/h P.J. Berger. / Berger's Bank (1819-1920/32).

## Levensloop

### Jeugd in Viersen

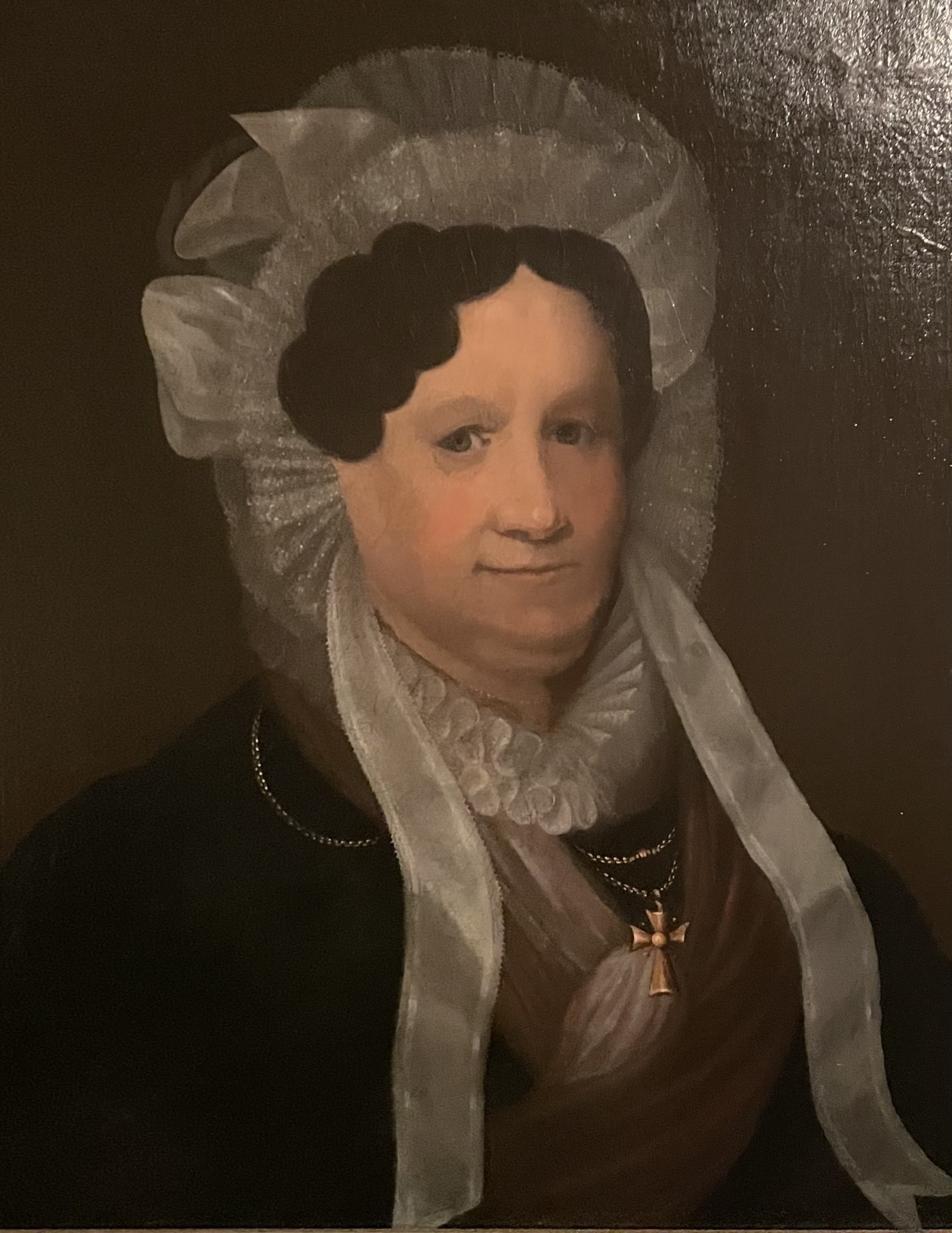
Emilia Birck (1775-1842)

Peter Joseph Berger werd op 2 oktober 1798 als zoon van Johannes Hermanus Berger en Emilia Birck te Viersen geboren. Hij was de middelste van vijf kinderen en groeide op in een welgesteld katholiek gezin. In de 18e en 19e eeuw was Viersen een belangrijk centrum van textielnijverheid, in 1807 gold Viersen als het grootste centrum van de linnenhandel aan de Nederrijn. Zijn vader was, samen met zijn oom Leonard Berger, linnenfabrikant van de firma Gebrüder Berger. Deze firma was destijds een van de grootste van Viersen en omstreken, en gaf werk aan zo'n 800 linnenwevers. Toen Berger negen was, overleed zijn vader. De zaken van de firma werden na diens overlijden voornamelijk behartigd door oom Leonard, maar moeder Emilia en haar kinderen bleven wel aandeel houden in het bedrijf. Peter Joseph heeft enkele jaren als leerling bij zijn oom in de firma gewerkt. Op latere leeftijd begonnen de zonen van Johannes de zaken van de firma Gebrüder Berger geleidelijk over te nemen. Na overleg met hun oom werden ze dan ook rond 1817 verschillende regio's uit gestuurd. De oudste zoon Leonardus Berger vestigde zich in Amsterdam. De jongste zoon, Johan Berger, bleef in Viersen, en nam daar de zaken van zijn vader over. Peter verhuisde naar Venlo. Vanuit deze gebieden werkten ze nauw samen.

### Leven in Venlo
Vanuit Venlo bleef Peter de zaken van de firma Gebrüder Berger behartigen. Broer Leonardus kocht goederen in op de Amsterdamse goederenmarkt, van hieruit werd het naar Venlo getransporteerd om het vervolgens aan een groot afzetgebied van Luik tot diep in Duitsland te verkopen. Peter begon na aankomst in Venlo, op 18-jarige leeftijd ook een levensmiddelenhandel. Hij werd daarbij vanuit Viersen gesteund door zijn oom, die zelf naast zijn textielfabriek, ook een groothandel in levensmiddelen dreef. Het eerste halfjaar stuurde Peter Joseph 24 brieven naar oom Leonard in verband met de bevoorrading van zijn firma. Hij bestelde bij zijn oom onder meer: 'karwijzaad, anijszaad, blauwsel, zout, kaas, gerst, chocolade, Cichorei, Málaga rozijnen, koffie bonen, Keulse rijst (...)'. Berger hield zich tijdens zijn eerste jaren in Venlo nog niet bezig met geldzaken. Toen Berger een zekere financiële reserve had opgebouwd, begon hij monetaire nevenactiviteiten te vervullen.
P.J. Berger ontwikkelde zich tot veruit de belangrijkste en meest invloedrijke koopman van Venlo, en groeide uit tot een van de meest welvarende inwoners van Limburg. Hij schreef premier Johan Rudolph Thorbecke over de concurrentiepositie van Nederland indien de Belgen een Schelde-Maas-Moezel-Rijnkanaal zouden mogen aanleggen. In zijn jaren in de politiek zette hij zich onder meer in voor de aanleg van spoorwegen. Berger werd omschreven als een 'man van buitengewone energie en koopmansgeest'.
Dat Berger met de heer Thorbecke in contact stond blijkt nogmaals uit briefwisselingen tussen Thorbecke en zijn vrouw, waarin hij schrijft persoonlijk op bezoek te zijn geweest bij Berger toen hij op 6 Juli 1855 in Venlo aanwezig was.

## P.J. Berger & Cie.

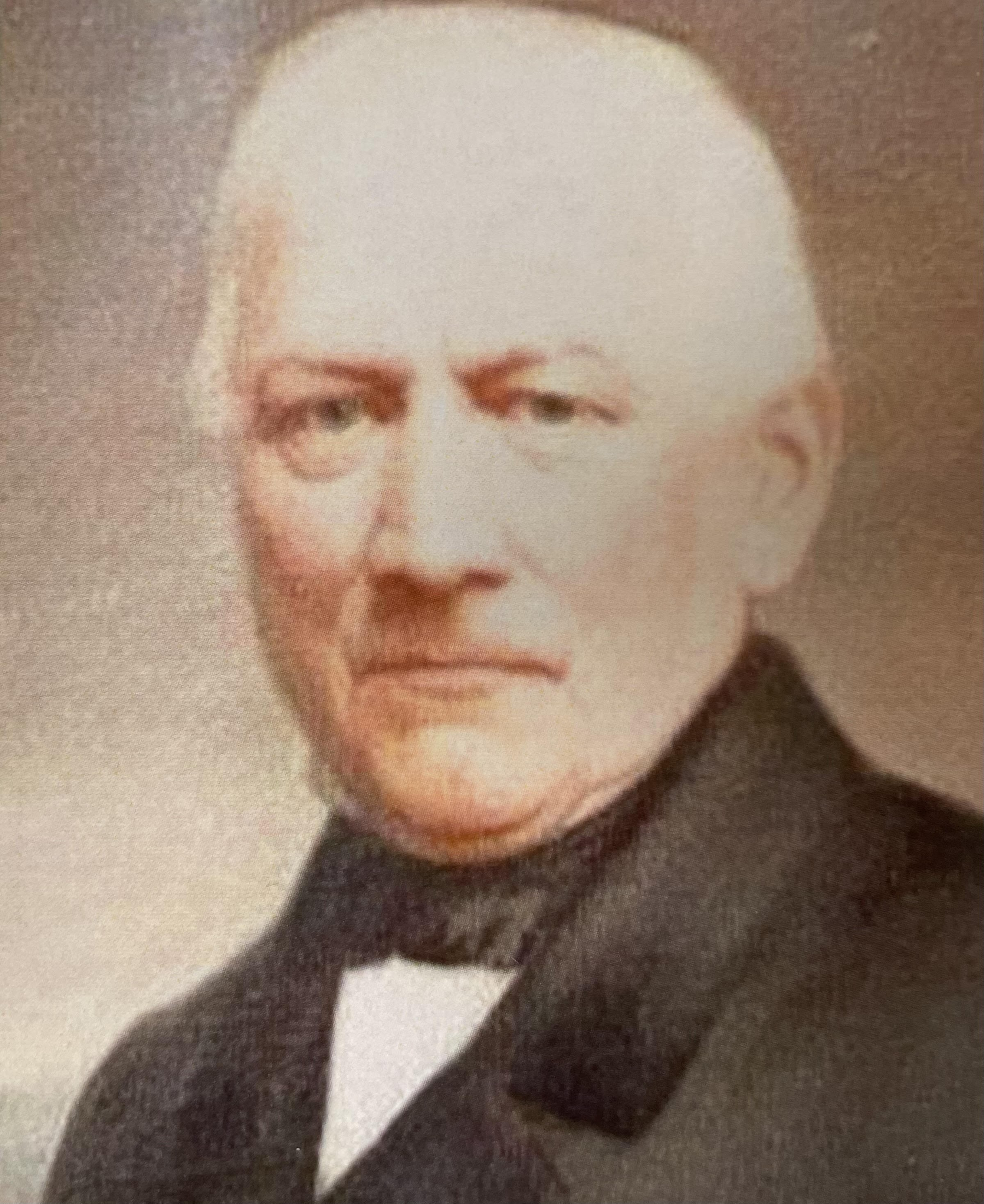
Portret van P.J. Berger

Rond 1820 begonnen de broers hun zaken meer te scheiden, in het begin van het jaar 1821 berichtte Berger aan zijn handelscontacten en relaties dat er een verandering in de grondslag van zijn bedrijf was gekomen. Zijn broers gingen hun eigen kanten op, en ook Peter ondertekende brieven voortaan onder zijn eigen naam.

### Goederenhandel
Door de gunstige locatie aan de Maas, en het dichtbij gelegen Duitse grensgebied, was Venlo de ideale locatie om handel te drijven.
De levensmiddelenhandel van Berger breidde zich langzaam uit tot een uitgebreid handelsnetwerk waarbij Berger goederen verkocht als linnen, koloniale waren, steenkolen, kalk en cement. De handel van Berger was voornamelijk gericht op België en Duitsland, maar liep tot in het Verenigd Koninkrijk door. Zo had Berger via Manchester onder meer contact met het Duitse handelshuis H.J. Merck & Co. en James & John Holford, groothandelaren te Manchester.

### Kassiersdiensten
De firma P.J. Berger werd in het jaar 1819 voor het eerst vermeld in een door De Nederlandsche Bank uitgegeven lijst van handelsbanken. Dit maakte de bank van Berger tot een van de eerste van Nederland en Limburg. Hoewel de heer Berger de eerste jaren na aankomst alleen handelde als koopman, begon hij steeds vaker kassiersdiensten voor zijn handelscontacten te verlenen. Dit was echter geen gek verschijnsel voor die tijd, zo heeft de Van Lanschot Kempen bank een zelfde soort achtergrond. Berger begon in de loop van de jaren steeds minder aandacht te besteden aan de goederenhandel die hij dreef, en begon zich vooral in te zetten als kassier.

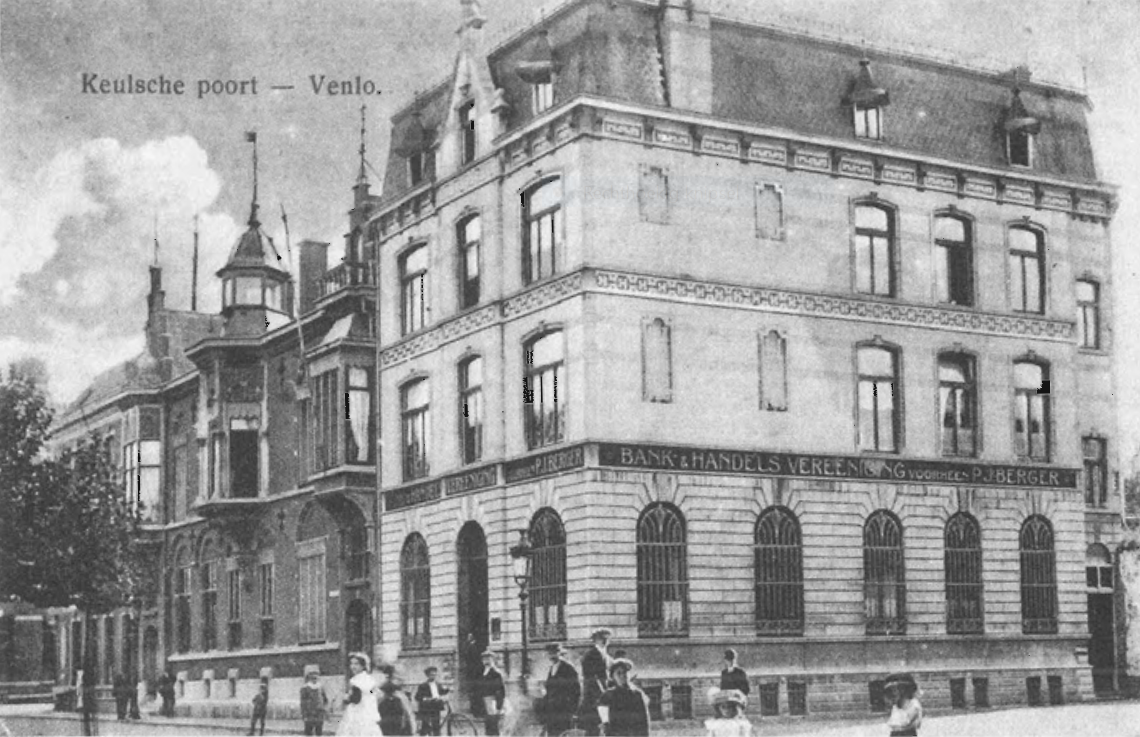
Kantoorgebouw van de NV Bank- & Handelsvereeniging, v/h P.J. Berger (Keulsepoort te Venlo).

Berger breidde niet alleen zijn eigen ondernemingen uit, ook verleende hij goedgeefs financiële steun aan personen die volgens hem door ijver en onberispelijk gedrag kredietwaardig waren. Als gevolg werd voor veel bedrijven de grondslag gelegd, waarop nog verschillende aanzienlijke firma's gegrondvest zijn. Er zijn weinig oude firma's in de streek van Venlo waarbij de naam Berger niet in de oude boeken voorkomt.
Ook buiten Venlo was Berger van groot belang, zo trad hij onder andere op als kassier voor de Maatschappij tot Exploitatie van Staatsspoorwegen, wat later door een fusie Nederlandse Spoorwegen (NS) is gaan heten. Ook trad Berger op voor de Osse boterhandelaren de gebroeders Jurgens, die aan de wieg van het Unilever-concern stonden.
Na de dood van Berger zetten zijn nabestaanden de zaak voort. Zo verrichte de firma onder meer allerlei geldtransacties voor de firma van Lodewijk van der Grinten, waaruit later het huidigde Océ voortkwam. Ook de firma Gebr. Teeuwen, een keramisch bedrijf uit Tegelen opende ten behoeve van hun onderneming een rekening bij P.J. Berger & Cie.
Vanaf 1894 ging de firma verder als Naamloze Vennootschap, en heette de bank vanaf nu 'Bank & Handelsvereeniging voorheen P.J. Berger'. Er werden drie kleinzonen van de heer Berger als directeuren aangesteld;  Louis J.W. Berger, Emile P.J. Berger en Herman M. Berger.

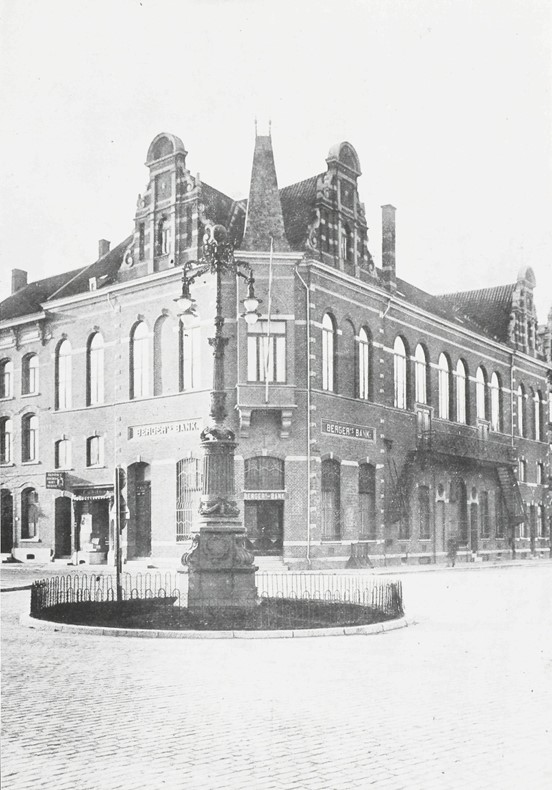
Kantoorgebouw van de N.V. Berger's Bank (1921-1932) te Venlo.

Door voorzichtige dividendpolitiek en het jaren lang geleidelijk vormen van flinke reserves, kon de zaak alle tegenwinden en crises doorstaan, zonder hiervoor leningen af te moeten sluiten.
Door het afvallen van twee leden van de directie in de jaren 1919 en 1920, die zelf geen opvolgers hadden, besloot de algemene vergadering tot liquidatie. Familieleden en familierelaties kregen de kans tot overname van delen van de onderneming. Hoewel de bankafdeling op 1 januari 1920 fuseerde met de Zuid-Nederlandsche Handelsbank, onderdeel van de Rotterdamsche Bank, later ABN AMRO Bank N.V., werd er een jaar later alweer een nieuwe bank opgericht, de N.V. Berger's Bank, onder bestuur van de voorheen genoemde Herman M. Berger en bankier Anthony C.M. Hellegers. Ook het correspondentschap van De Nederlandsche Bank werd door Herman M. Berger overgenomen. Voor zover er geen liefhebbers waren, werden alle acitva geleidelijk voor hoge prijzen verkocht. Een jaar na besluit, in 1921, waren alle afdelingen geliquideerd.

### Expediteursdiensten

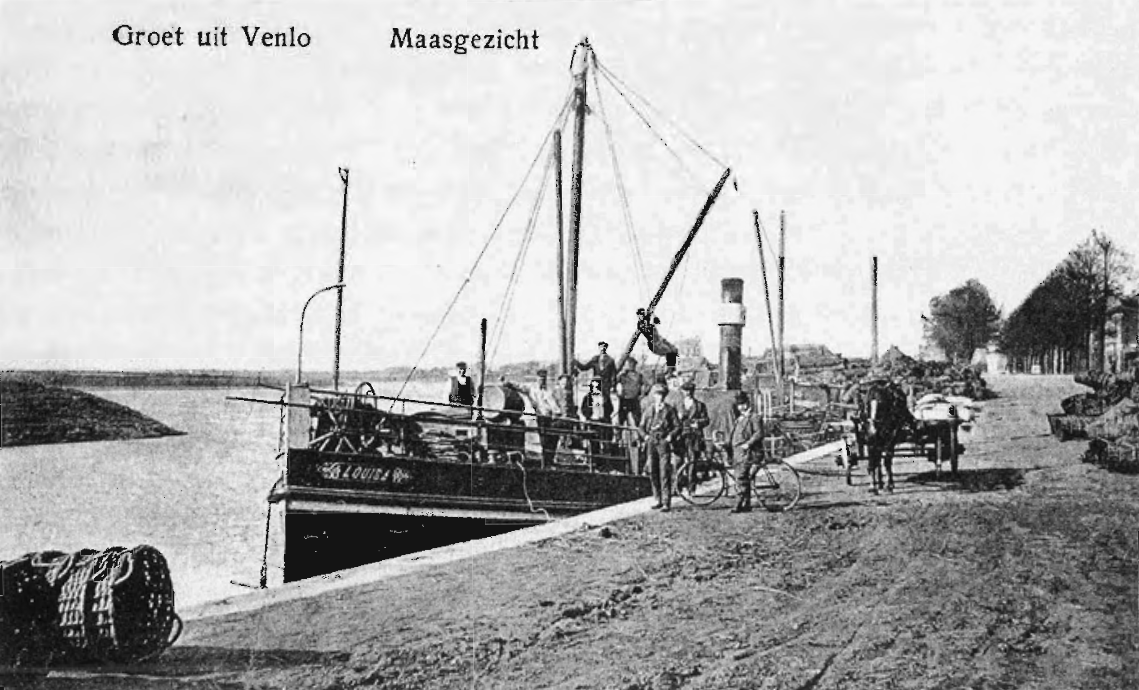
'De Louisa', een van de stoomboten van het expeditiebedrijf P.J. Berger aan de Venlose Maaskade, jaartal onbekend.

Voor de handel zijn goede verbindingen altijd van groot belang en met name het vervoer van goederen over de rivieren is, en was ook in de negentiende eeuw aantrekkelijk vanwege de mogelijkheden van grote transporten tegen lage kosten. Ondanks dat de Maas wegens vele ondiepten slecht bevaarbaar was, waardoor schepen vaak meermalen vast kwamen te zitten, probeerde Berger een concessie te verkrijgen om een stoombootdienst tussen Venlo en 's-Hertogenbosch te beginnen. In 1848 verkreeg hij deze concessie en reeds in 1852 bezat hij vier stoomschepen, korte tijd later gevolgd door een vijfde. De lijndienst zou al spoedig verder worden uitgebreid naar plaatsen als Rotterdam, Roermond, Maastricht en Mannheim, waarvoor in de verschillende plaatsen agentschappen werden gevestigd. Het agentschap in Rotterdam zou worden bezet door twee zonen van Bergers broer Leonardus. Behalve goederen vervoerden de zogenaamde "Berger-boten" ook passagiers.
Peter Joseph Berger behoorde tot de vele fabrikanten, kooplieden en gemeentebesturen die rond 1850 protesten, rekwesten en petities zonden naar Den Haag, in een poging om de Maas als waterweg weer een belangrijke rol te laten spelen. In de jaren 1847-1850 zond Berger in verband hiermee verschillende brieven aan de Minister van Binnenlandse Zaken en aan de Tweede Kamer der Staten-Generaal.

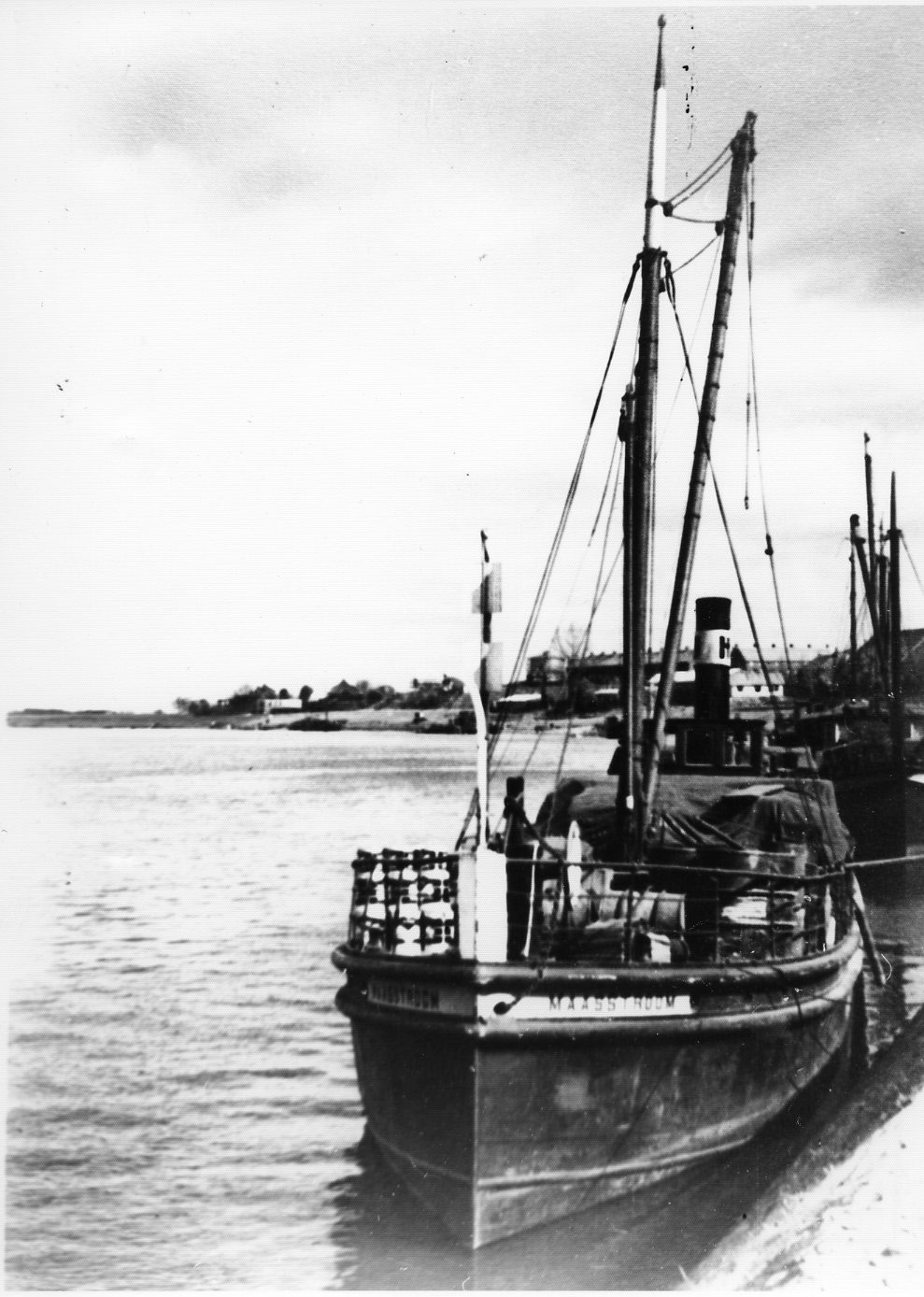
'De Maasstroom', een van de stoomboten van het expeditiebedrijf aan de Venlose Maaskade, jaartal onbekend.

Rond het midden van de negentiende eeuw was Bergers boot-lijndienst Limburgs belangrijkste vervoersmaatschappij die de verbinding over de Maas gaande hield. Daar Venlo eerst in 1861 spoorwegverbinding kreeg, was de rederij de enige verkeersschakel met de hoofdsteden van het land. 

## Maatschappelijke functies en politieke carrière
- In 1830-1865 was Berger lid van de Kamer van Koophandel.
- Van 1851 tot 1865 was Berger gemeenteraadslid te Venlo.
- Van 1851 tot 1865 was hij tevens lid van de Provinciale Staten van Limburg.
- Peter Joseph was voorzitter van het Comité der Spoorwegen van Venlo.

Berger werd, enkele maanden nadat hij de Nederlandse nationaliteit had verkregen door naturalisatie, en de intreding van de nieuwe gemeentewet, ontworpen door staatsman en hoogleraar Johan Rudolph Thorbecke, verkozen tot lid van de Venlose gemeenteraad. Vanaf 6 oktober 1851 tot 15 december 1865 gold Berger als actief lid van het gemeentebestuur van Venlo.

#### Onderwijs
Een onderwerp dat meermalen in de raadsvergaderingen aan bod kwam, was het onderwijs. In de raadsnotulen van 9 augustus 1852 stuiten we daar voor het eerst op, wanneer vermeld wordt dat Berger als enige tegen de aanstelling van een studiemeester bij de Hogere Stadsschool stemde. Deze studiemeester zou tevens belast worden met het onderwijzen van de Engelse taal. Ook was Berger de enige die stemde tegen de verhuizing van de genoemde school uit het Kruisherenklooster naar het gebouw van de voormalige vleeshal op de grote markt. Ruim zes en een half jaar later besloot men tot het in gebruik nemen van een nieuw schoolgebouw, waartoe Berger en de voorheen genoemde Antoine Receveur in overleg zouden treden met de heer Jockin.

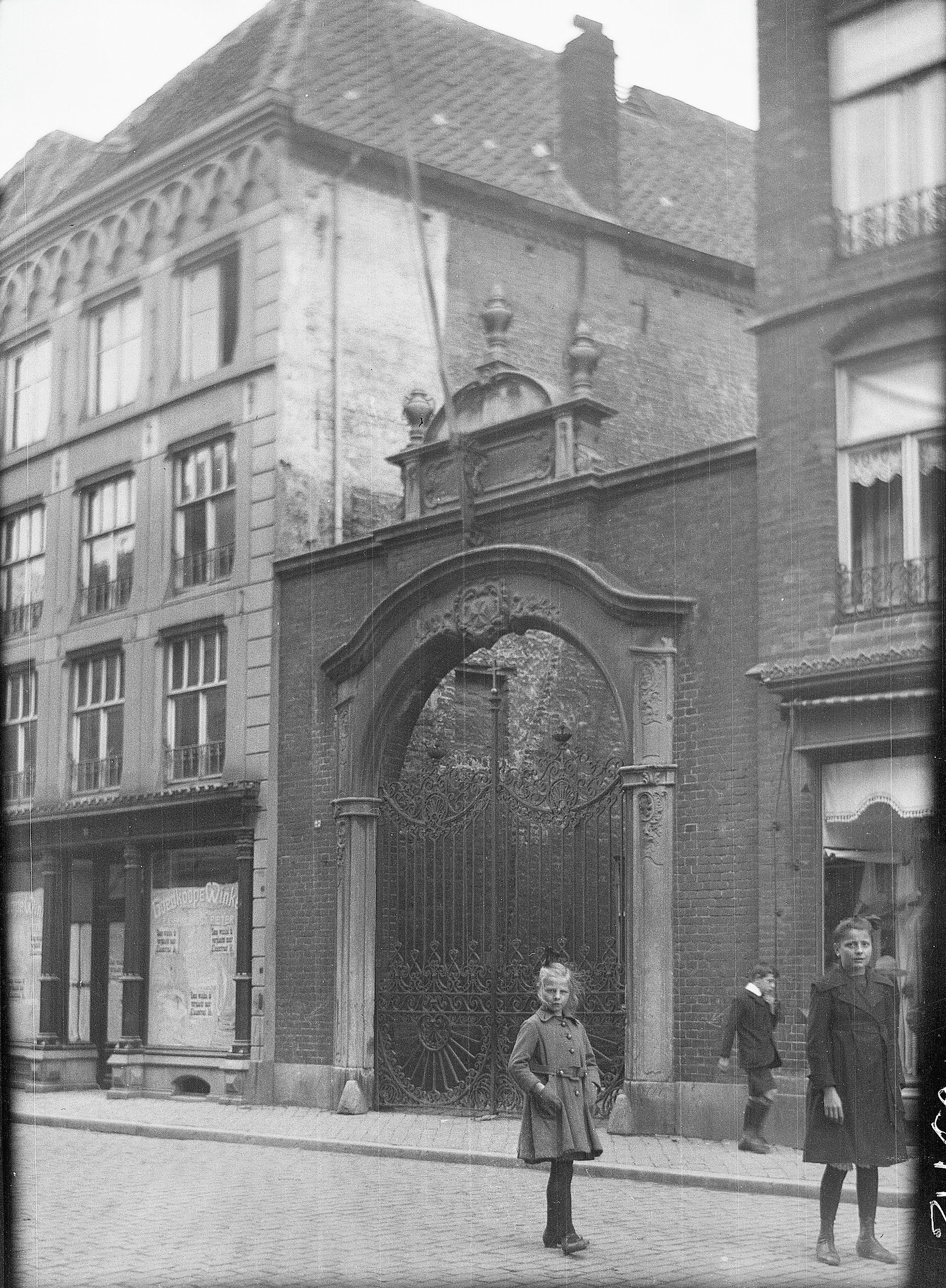
Poortdoorgang van het Kruisherenklooster te Venlo.

Tijdens de raadsvergadering van 13 november 1855 behoorde Berger tot de tegenstemmers aangaande het verhogen van het schoolgeld voor de gemeenteschool in de Bantuin tot 14 cent per maand. Dit ondanks het feit dat de onderwijzer slechts een gering inkomen had en de schoolgelden aldaar lager waren dan die van de scholen in de stad.
Op 21 juli 1860 kwam Berger zelf met het voorstel om te overwegen het onderwijs verder uit te breiden, om in aanmerking te komen voor een rijkssubsidie. Vooralsnog leek hier weinig van terecht te komen. Al in september wilde het gemeentebestuur de openbare gemeenteschool in de Bantuin wegens daling van het aantal leerlingen opheffen, waar Berger zich als enige tegen keerde.
In de tweede helft van januari en in februari 1861 hield Berger zich op verzoek van de raad bezig met het zoeken naar een bekwame "Duitschen onderwijzer" voor de Hogere Staddschool; op 1 maart kon hij de raad mededelen in Pruisen een kandidaat gevonden te hebben.
Toen dan eindelijk op 23 augustus 1865 werd besloten tot de voorheen genoemde uitbreiding van het onderwijs door middel van een door de gemeente op te richten middelbare school, kon Berger zijn gevoelens te kennen geven 'over het nut der Latijnsche taal en de noodzakelijkheid dat het onderwijs in die taal moet gegeven worden.'

#### Armenzorg
Een ander onderwerp dat met enige regelmaat in de vergaderingen aan bod kwam, was de armenzorg. Ieder jaar controleerden raadscommissies de rekeningen van de armenbesturen en van de Rooms-Katholieke burgerlijke godshuizen. Berger had tot vier maal toe zitting in een dergelijke commissie, te weten in 1852, 1860, 1862 en 1864.
Hoewel er weinig bekend is over Bergers mogelijke inzet voor de armen, weten we wel dat Berger zich onthield van stemmen bij de opheffing van het Rooms-Katholieke armenhuis als bezuinigingsmaatregel, omdat hij vond dat hij 'als zijnde met de zaak niet genoeg bekend was'.

#### Belastingzaken
Tot 1855 en ook na dat jaar lijkt Berger zich in de raad over de meeste belastingvraagstukken niet bijzonder te hebben opgewonden; daarvan is in de raadnotulen althans geen weerslag te vinden. Op 31 januari 1853 werd hij evenwel tezamen met Antoine Receveur en notaris Thiessen benoemd in een commissie die zou zijn belast met het opmaken van de tarieven der plaatselijke belastingen en de daarop betrekking hebbende verordeningen.

##### Accijnzen
De kwestie van de accijnzen op het gedistilleerd kan in de behandelde periode voor het eerst voorstel aangetroffen op 16 december 1854, toen Berger zich samen met drie anderen tegen het voorstel keerde op 'de veertig opcenten op het gedistilleerd te blijven bijhouden'. Twee van de voorstemmers waren overigens jeneverstokers: A.J. Goossens en A.J.M. Mulder. Bijna vijf maanden later, op 5 mei 1855, stemde de meerderheid der raadsleden, inclusief Berger uiteindelijk echter voor volledige afschaffing van deze accijnzen.
Berger, in de raad wellicht de grootste tegenstander van accijnzen, kreeg de minste stemmen van de vijf lieden die genomineerd stonden voor een plaats in een commissie die uit drie leden zou moeten bestaan en die een ontwerp-belastingstelsel op het gedistilleerd zou moeten vervaardigen; Berger stemde later met de vier anderen tegen invoering hiervan en tegelijkertijd tegen de invoering van boteraccijns, die gebaseerd zou zijn op een vroegere belasting, benevens tegen verhoging van de brandstofaccijnzen. Ook de plaatselijke branders keerden zich tegen de nieuwe accijnzen, stuurden een adres aan de Minister van Binnenlandse Zaken en in de raadscommissie die zich met hun bezwaren moest gaan bezighouden werd ook Berger benoemd.

#### De gemeente als winstgevend bedrijf
Onder de uitgebreide bezittingen van Berger vielen ook een aantal wegen. Enkele van deze wegen, die waarschijnlijk door de gemeente Venlo werden onderhouden, wilde hij eind 1853 op grond van zijn eigendomsrechten laten afsluiten. Het is ons niet bekend welk antwoord de gemeente hierop gaf, maar een soortgelijke kwestie die op 21 januari 1860 en 14 september 1861 aan bod kwam, maakt het duidelijk dat de gemeente dergelijke kwesties serieus en grondig behandelde. Het ging toen namelijk over een regeling betreffende twee wegen en een dijk in de nabijheid van de landgoederen 'Hagerhof' en het 'Swart Water', waarvoor de raad een onderzoekscommissie van vier leden benoemde die in haar rapport concludeerde dat de dijk tot Bergers eigendommen behoorde, maar dat de genoemde wegen onmisbaar waren voor de bewoners van de Bantuin en daarom 'onvervreemdbaar' geacht werden; met betrekking tot de dijk verrichtte de raad alsnog een onderzoek ter plaatse.
Berger was, zo lijkt het, een groot tegenstander van de gemeente als winstgevend 'bedrijf'. Verschillende keren protesteerde hij tegen de hoge 'straat en weggelden', die hij niet in verhouding achtte met de kosten van aanleg, onderhoud, enzovoort, en waarbij de gemeente ongeoorloofd winst maakte. De meeste van zijn collega-raadsleden stemden daarin evenwel niet met hem overeen. Het adres aangaande dit onderwerp - dat Berger op 26 mei 1856 aan de gemeenteraad zond - leidde zelfs tot een diepgaande kwestie waarbij ook de Gedeputeerde Staten betrokken raakte en waarbij Berger ervan werd beschuldigd zich slechts door eigenbelang te laten leiden en die hem er zelfs toe bracht te verlangen 'dat eene commissie wordt benoemd, om de zaak op eene onpartijdige wijze te onderzoeken.'
Op 23 augustus 1865 ontving de gemeenteraad een verzoek van P.J. Berger, Antoine Receveur en A.J. Goossens, om een raadsvergadering te beleggen waarin beslist zou worden over verbreding van de dam en andere werkzaamheden buiten de Keulse Poort op rekening van de gemeente.
Berger bezat meerdere schepen die het vervoer van personen en goederen over de Maas verzorgden en als zodanig had hij als een van de weinigen ervaring met de havengelden die in de verschillende plaatsen gelegen aan de Maas betaald moesten worden en was het mede in zijn belang dat de havengelden in Venlo niet al te hoog waren. Op 13 oktober 1865 werd in de raad een adres van hem behandeld waarin hij er zelfs voor pleitte deze havengelden volledig af te schaffen, omdat dit zijns inziens ook in het belang was van de concurrentiepositie van Venlo. Dit voorstel werd echter 'éénstemmiglijk' afgewezen.

#### Sociëteit Amicitia

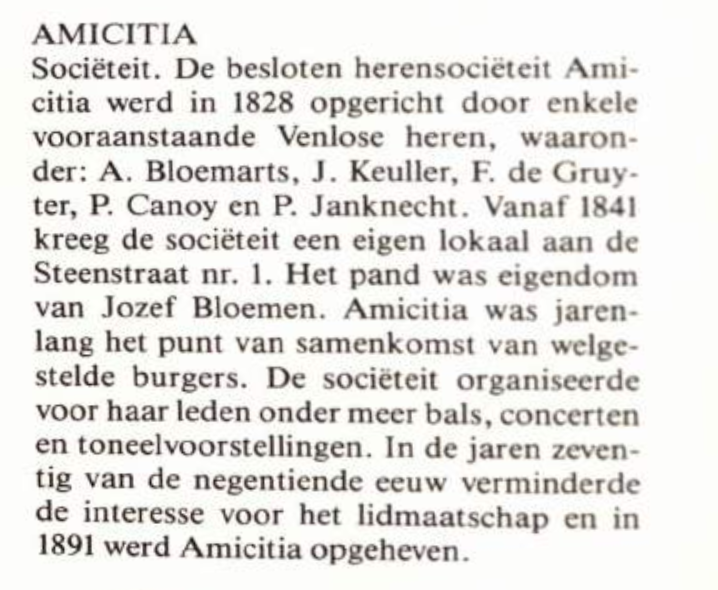
Sociëteit Amicitia zoals omschreven in de Venlo-clopedie, samengesteld door A. Gorissen & R. van der Hoek, 1992.

Op 25 augustus 1854 werd een kwestie rond de sociëteit Amicitia in de vergadering gebracht, waarbij de opstelling van Berger wellicht liberaal te noemen is. Het geval had te maken met het gedrag van militairen van het garnizoen ter sociëteit. In de gesloten vergadering die eraan werd gewijd, meende Berger dat het gemeentebestuur zich niet diende te mengen in de zaken die de sociëteit betroffen en dus slechts de directie daarvan aangingen en hij stemde dan ook als enige tegen het voorstel door burgemeester en wethouders met enige raadsleden een rapport te laten opmaken voor de minister van Oorlog.

#### Spoorwegen
Berger was voorzitter van het Comité der Spoorwegen van Venlo, welk comité gunstige adviezen uitbracht over de aanleg van een spoorlijn die, beginnende in Zeeland via Noord-Brabant en over Venlo naar Pruisen zou voeren. Namens de Venlose ondernemers bracht hij aan de gemeenteraad de vraag over naar de bijdrage die dezen zouden kunnen leveren. De gemeenteraad verklaarde zich bereid om voor de aanleg van de genoemde spoorlijn gratis gemeentegronden af te staan en overige gronden tegen slechts geringe vergoedingen ter beschikking te stellen.
De spoorlijn zou bij Venlo de Maas overbruggen en dit leidde in de raad tot een verschil van mening tussen Berger en de overige raadsleden. Berger verdedigde, in het belang van de handel en de scheepvaart, aanleg van de spoorbrug beneden de stad, terwijl verschillende anderen, waaronder P.L. de Lom de Berg, deze mening bestreden en over voldoende informatie meenden te beschikken om aanleg van de brug boven de stad wenselijker te achten. Berger onthield zich in deze vergadering van stemmen, evenals de daarop volgende twee keren dat over de kwestie besluiten genomen werden. Op 13 juli 1860 vervolgens, stemde hij tegen het raadsbesluit om een adres aan de Tweede Kamer te richten waarin de spoorwegplannen van de rijksoverheid werden gesteund, daar hij van mening was 'dat den aanleg en den exploitatie van spoorwegen, bij wijze van concessie aan particulieren nuttiger en voordeliger zouden zijn, dan denzelve voor rekening en ten koste van den staat daar te stellen.' Uit deze houding spreekt duidelijk een liberale voorkeur voor het particulier initiatief, zonder overheidsbemoeienissen.

#### Gasverlichting

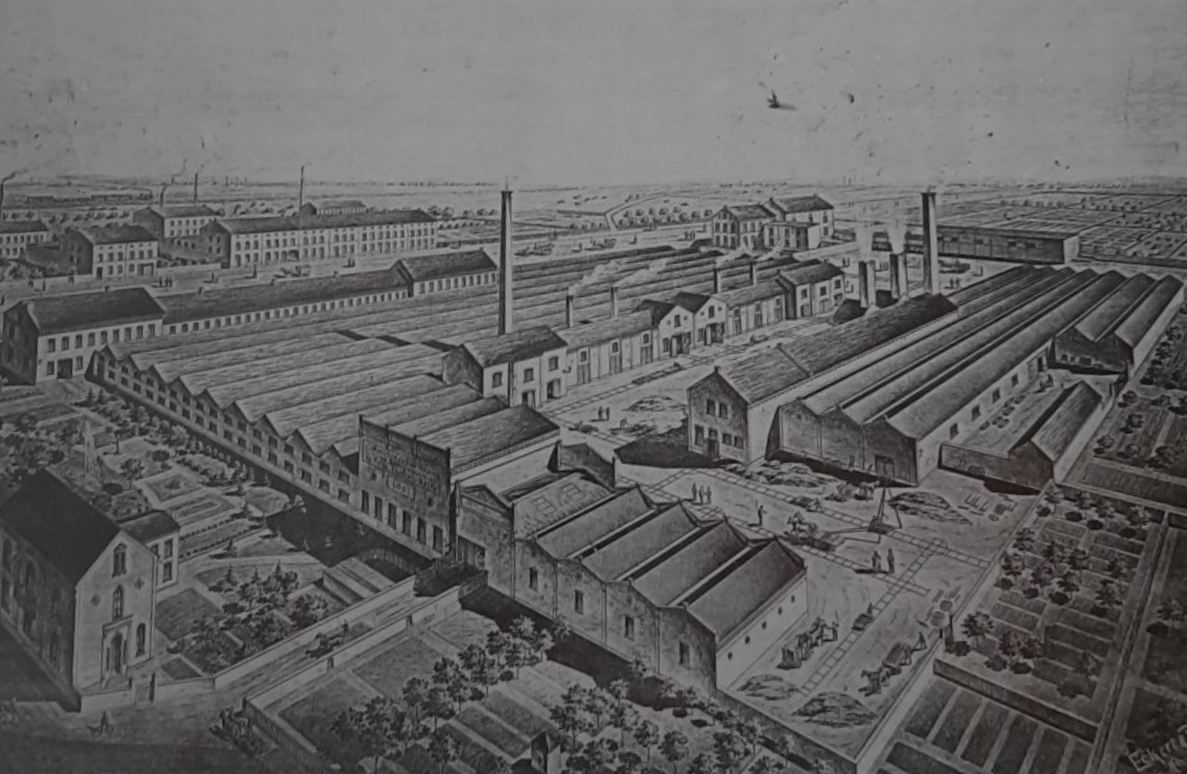
Prent van een industrieterrein van Felix Tonnar te Dülken.

Over de aanbesteding van de gasverlichting, een onderwerp waarover de gemeente reeds enkele jaren delibereerde, werden in april en mei 1862 eindelijk besluiten genomen: de aanbesteding daarvan zou voor twintig jaar gelden - alleen Berger was voorstander geweest van 25 jaar - en de gasprijs per 'kubiek el gas' werd vastgesteld op 16 cent, waarmee onder anderen Berger en Antoine Receveur zeer content zullen zijn geweest, daar een prijs van 17 cent voor beiden nadeliger was. Restte de gemeente nog het verlenen van een concessie voor de gasfabriek. Deze zou op 15 mei van dat jaar worden verleend aan Felix Tonnar uit Dülken, nadat eerder die dag, en daarvoor reeds op de eerste mei, diens begroting tot twee keer toe was afgestemd - bij deze stemmingen valt overigens op dat alleen Berger steeds vóór stemde.

## Onroerend goed
Berger was eigenaar van veel onroerend goed. Hoewel het in de negentiende eeuw niet uitzonderlijk was voor rijke kooplieden om in het bezit te zijn van een buitenplaats of hofstede, valt op dat Berger uitzonderlijk veel onroerend goed bezat. Veel van deze eigendommen waren bedoeld als investeringen. Zo was hij eigenaar van tientallen panden in Venlo, en een verzameling van hoeves en hofsteden buiten de stad. Enkele voorbeelden van deze panden zijn:

### Riddergoed Neersdonk

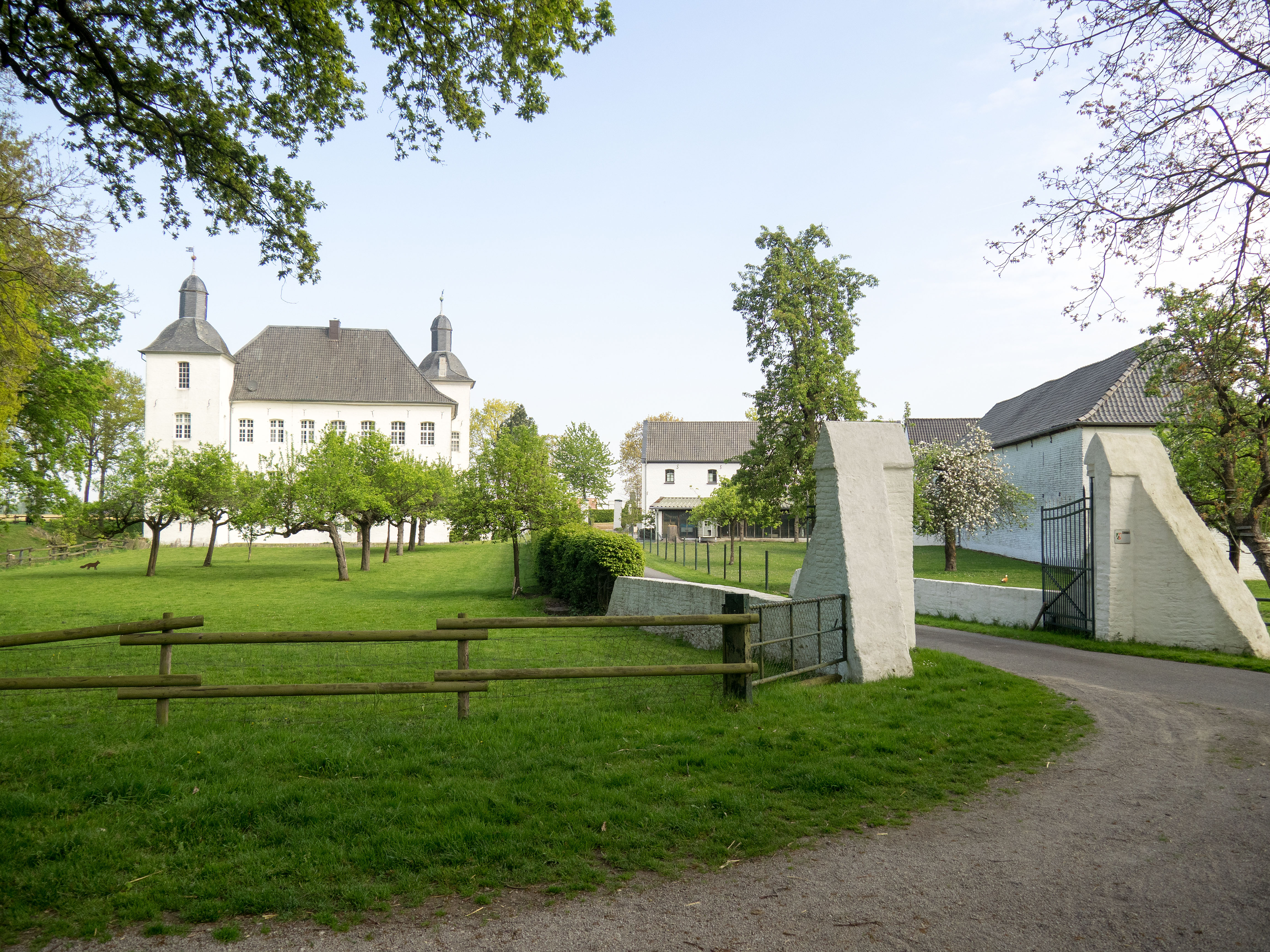
Riddergoed Neersdonk te Vorst

In het jaar 1853 kocht Berger het riddergoed Haus Neersdonk. De bankier deed het hoogste bod op een veiling, en liet het vervolgens door verschillende pachters beheren. Zo had pachter Strom rond 300 hectare land en 80 hectare bos in beheer.
Als gevolg van de Tweede Wereldoorlog werd er in 1942 door de erfgenamen van Berger besloten het riddergoed om financiële redenen te verkopen.

### Landgoed Hagerhof
Het Hagerhof was een landgoed en later boerderij gelegen in de gelijknamige Venlose wijk Hagerhof. Al sinds het jaar 1472 wordt er een Hagerhof te Venlo vermeld.

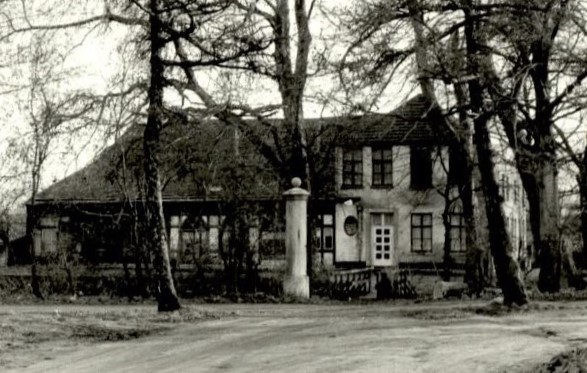
De boerderij 'Hagerhof' in Venlo-Zuid vlak voor de afbraak in 1970.

In 1970 werd een groot deel van de hoeve gesloopt, en in het jaar 1982 werd het omgebouwd tot een kinderboerderij.

### Boerderij Bergerhof

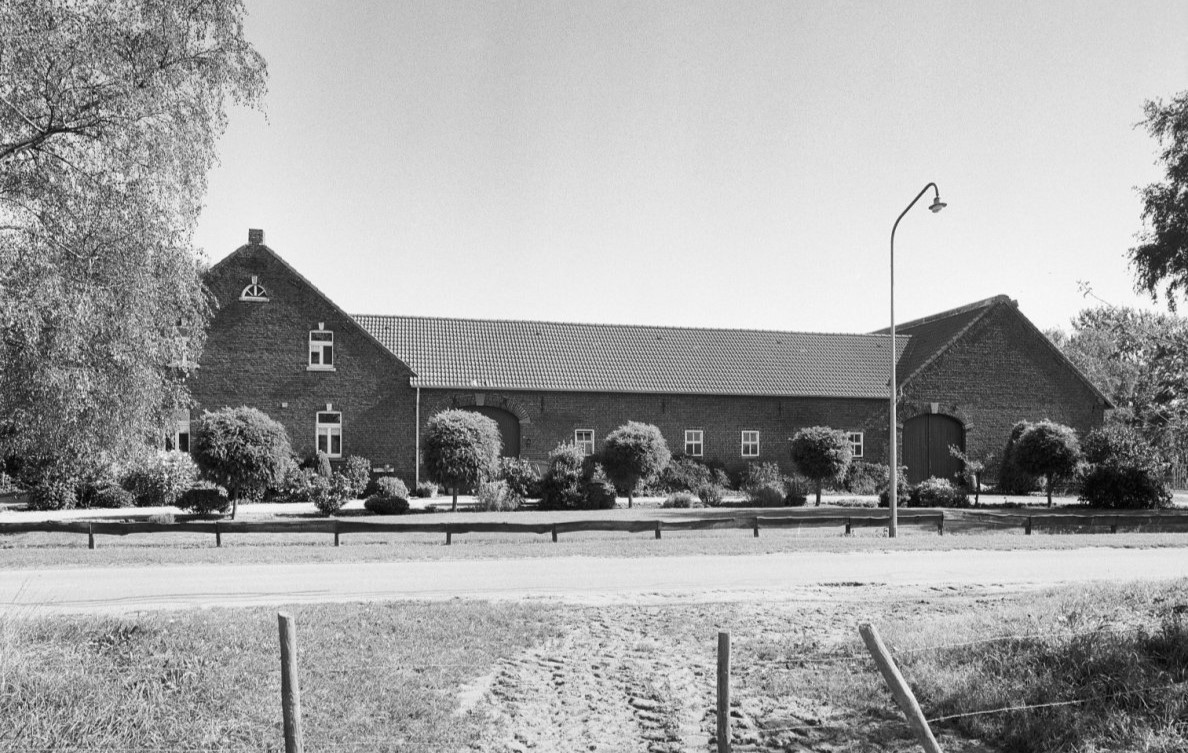
Het Bergerhof te Reuver

In het jaar 1858 liet Berger de carréboerderij 'Bergerhof' bouwen. Het Bergerhof is door zijn type en omvang van cultuurhistorische waarde, als bijzondere uitdrukking van een sociaal-economische en typologische ontwikkeling van de boerderij in de tweede helft van de 19de eeuw tot een moderne hofboerderij.

### Hoeve de Zang

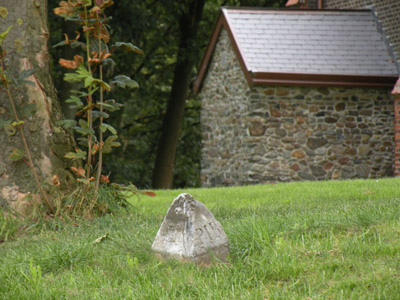
Hardstenen paaltje met de initialen P.J.B. aan de achterzijde van de Sint-Lambertuskapel te Reuver.

Hoeve de Zang is een boerderij met een complexe geschiedenis. Bij een openbare veiling in het jaar 1852 werd boerderij de Zang verkocht aan Berger. Hoeve de Zang gold jarenlang als een domeingoed.

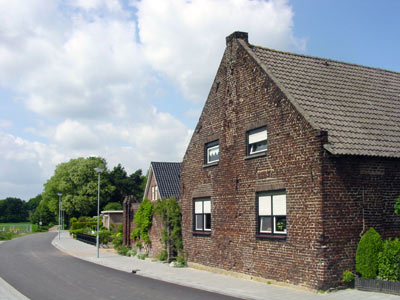
Hoeve de Zang te Reuver (2006)

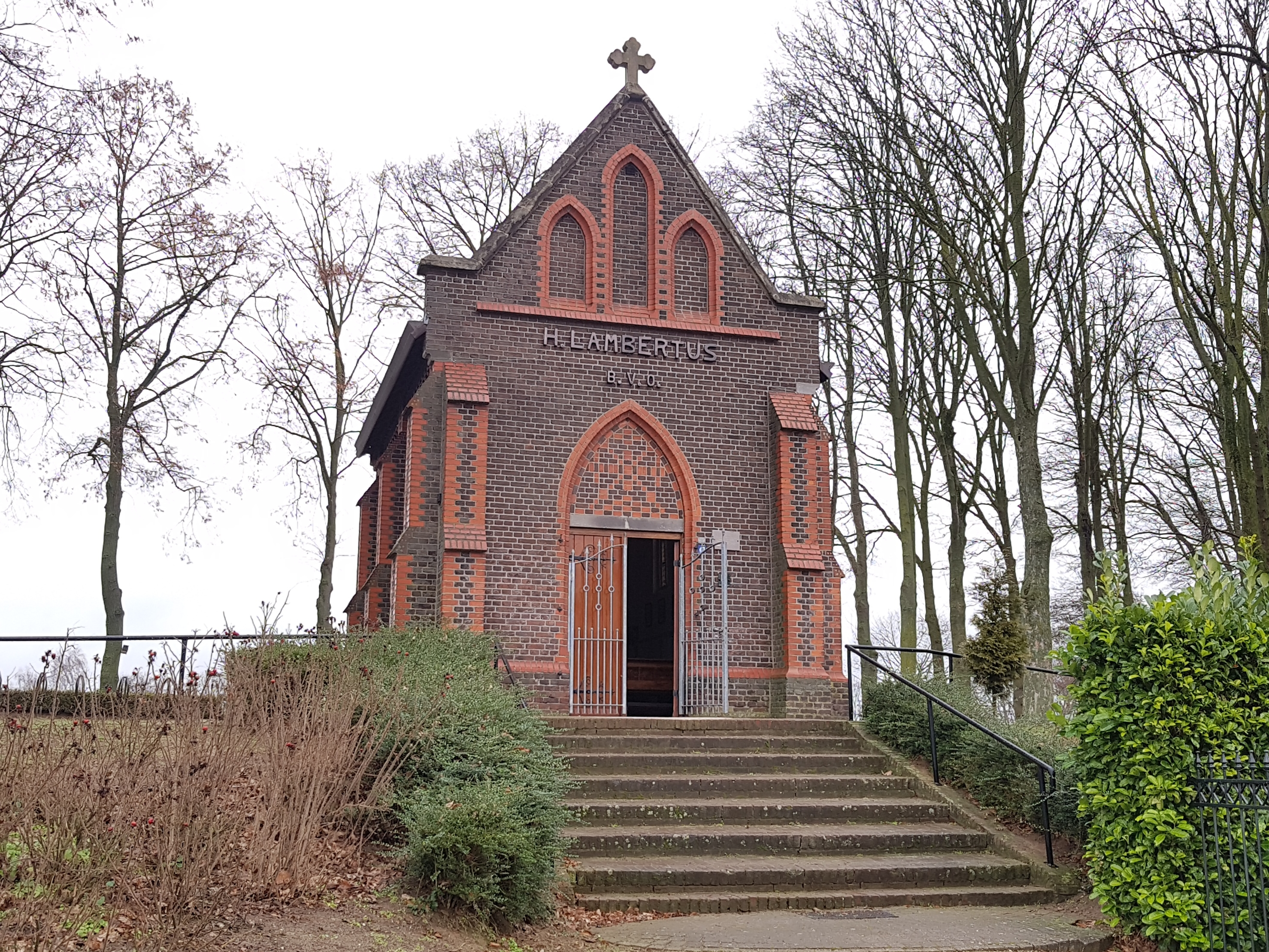
vooraanzicht van de Sint-Lambertuskapel te Reuver.

Berger liet langs de grenzen van zijn landerijen hardstenen paaltjes met zijn initialen plaatsen. Op een steenworp van de Sint-Lambertuskapel staat nog een van de laatste overgebleven exemplaren.

### Bouwhoeve de Wildehoef

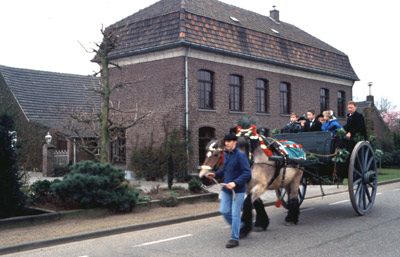
Hoeve Wildehoef te Leeuwen

De eerste vermeldingen van hoeve de Wildehoef dateren al uit het begin van de 17e eeuw. De 'Wilde Hoeff' fungeerde lange tijd als pachthoeve van welgestelde bewoners van Beesel en omstreken.
Op 17 november 1857 werd de boerderij te koop aangeboden. Deze verkoop ging echter niet door; ergens na 1860 werd de boerderij alsnog aan Berger verkocht.

### Kloostercomplex Mariaweide

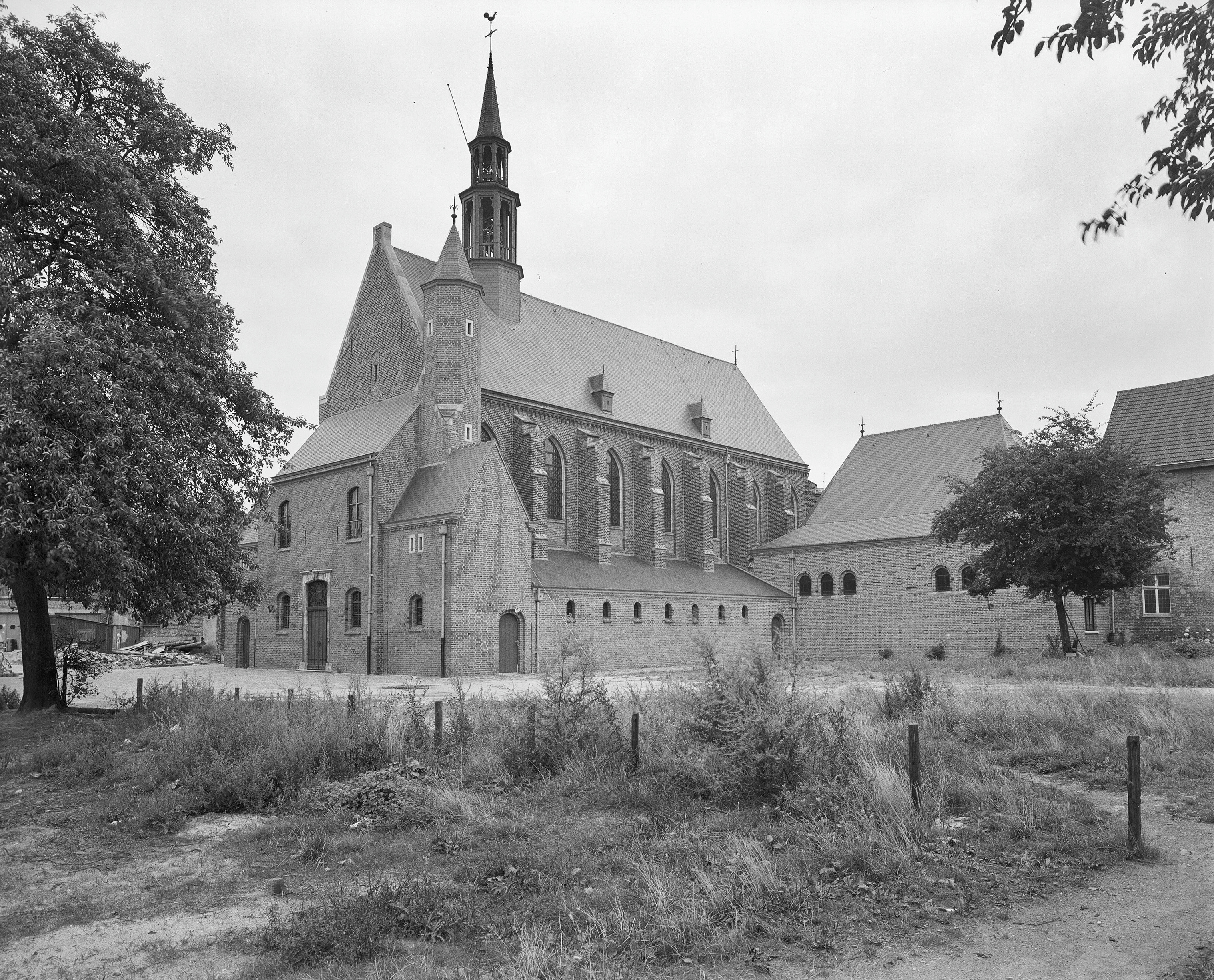
Kerk Mariaweide naar het noord-oosten (1957)

De Mariaweide was een voormalig kloostercomplex gelegen aan de Nieuwstraat in de historische binnenstad van Venlo. Het klooster Mariaweide werd in 1416 door de zusters Augustinessen gesticht en aan het einde 15e eeuw werd aan dit klooster een kapel toegevoegd. In 1747 woedde een brand in het klooster waarop herstelwerkzaamheden volgden en het huidige westportaal werd toegevoegd. In 1798, tijdens de Franse revolutie moesten de zusters vertrekken, en kwam het klooster in handen van particulieren, waaronder die van Peter Joseph Berger. In 1944 werd het klooster verwoest maar de kapel werd in 1955-'56 onder ontwerp van Johannes Kayser gerestaureerd.

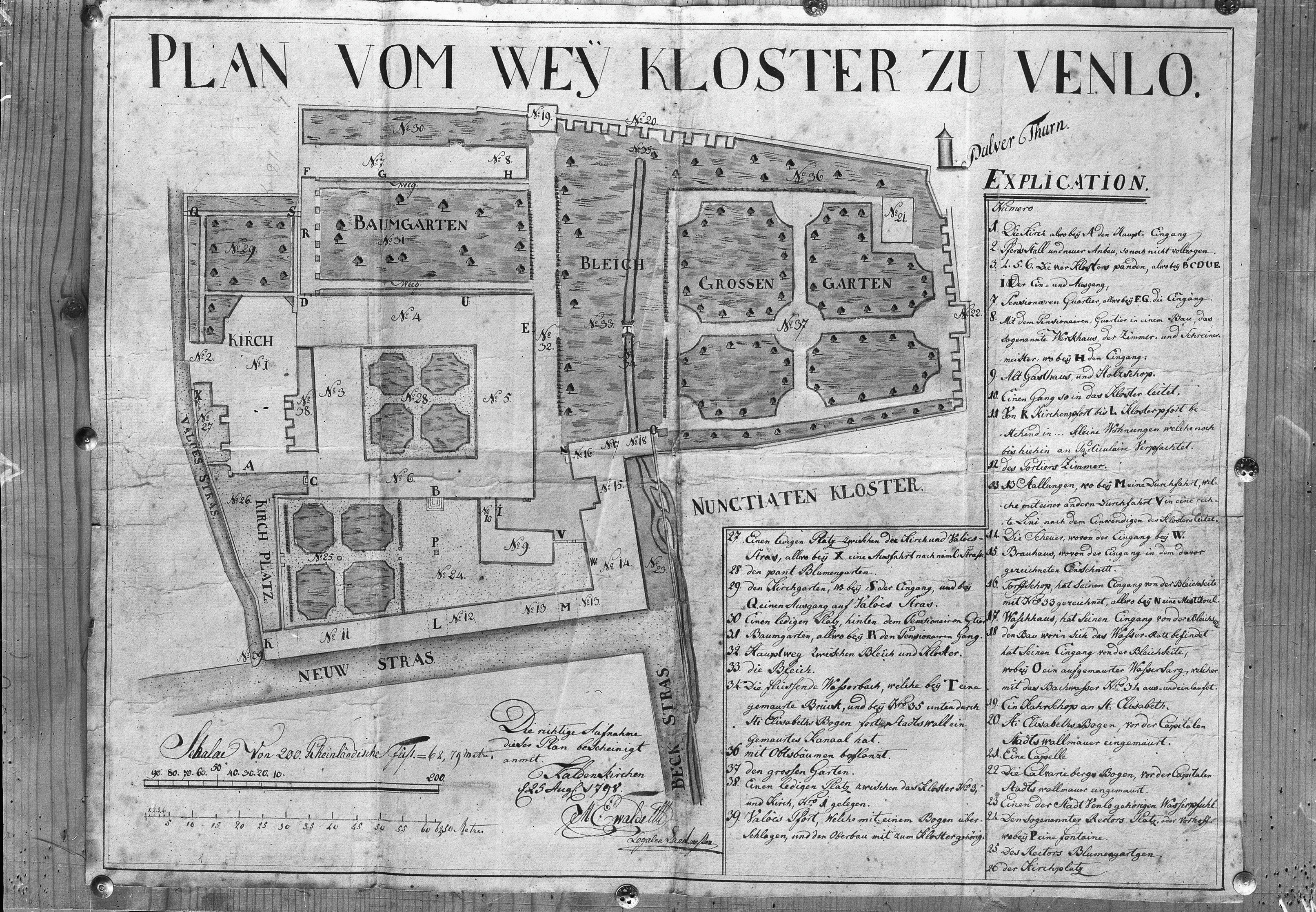
Plattegrond naar tekening uit 1798

## Nakomelingschap
| Peter Joseph Berger (1798-1865)                                                                   |  | Ida Louise Mertz (1792-1876) |
| Miniatuurportretten van Peter Joseph Berger en Ida Louise Mertz (1913), door Ernst Büttinghausen. |  |                              |

Op 20 April 1819 trouwde Peter Joseph Berger met Ida Louise Mertz (1792–1876), dochter van Wilhelmus (ook wel Willem of Guillaume) Mertz (1759–1818) en Ida Catharina Beckers (1756–1823). Haar vader, Wilhelmus, was koopman in voornamelijk granen, en gildemeester van het Cremerambacht. Hij kwam uit een gegoed gezin uit Nijmegen.

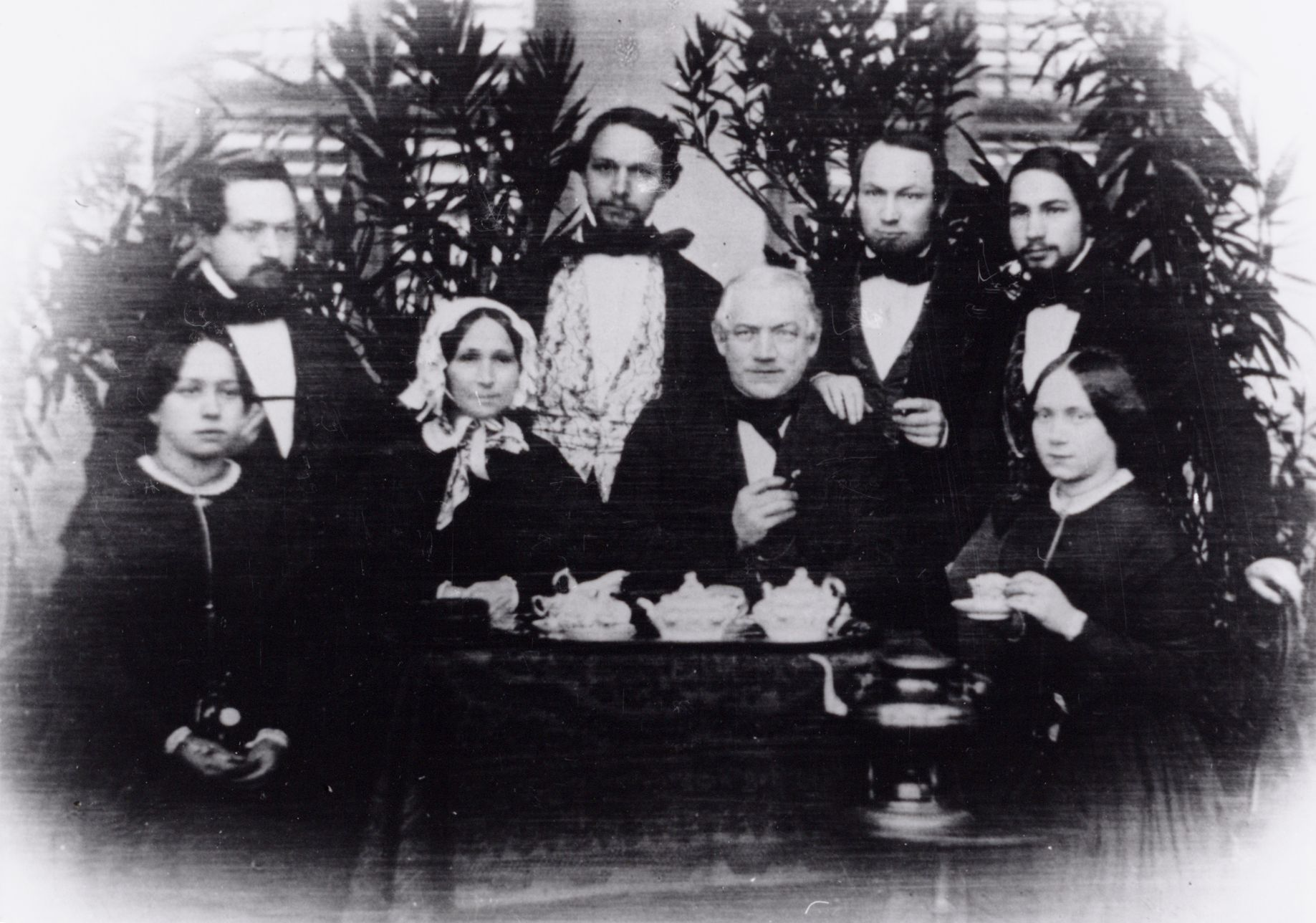
P.J. Berger samen met zijn gezin, 1849.

Het echtpaar kreeg acht kinderen, waarvan er twee al rond de geboorte stierven. Alle vier zonen namen vooraanstaande posities in in het bedrijf van hun vader.
1. kind levenloos geboren Venlo 31 januari 1820.
2. Herman Willem ("Willem") Hubert Berger (1821–1894), koopman en bankier, lid firma P.J. Berger. Gehuwd met Huberta Christina Henrica Deodata Hafmans (1820–1880). Samen kregen ze zeven kinderen waarvan een de volwassenheid niet bereikte.Herman Willem Hubert Berger (1821-1894)

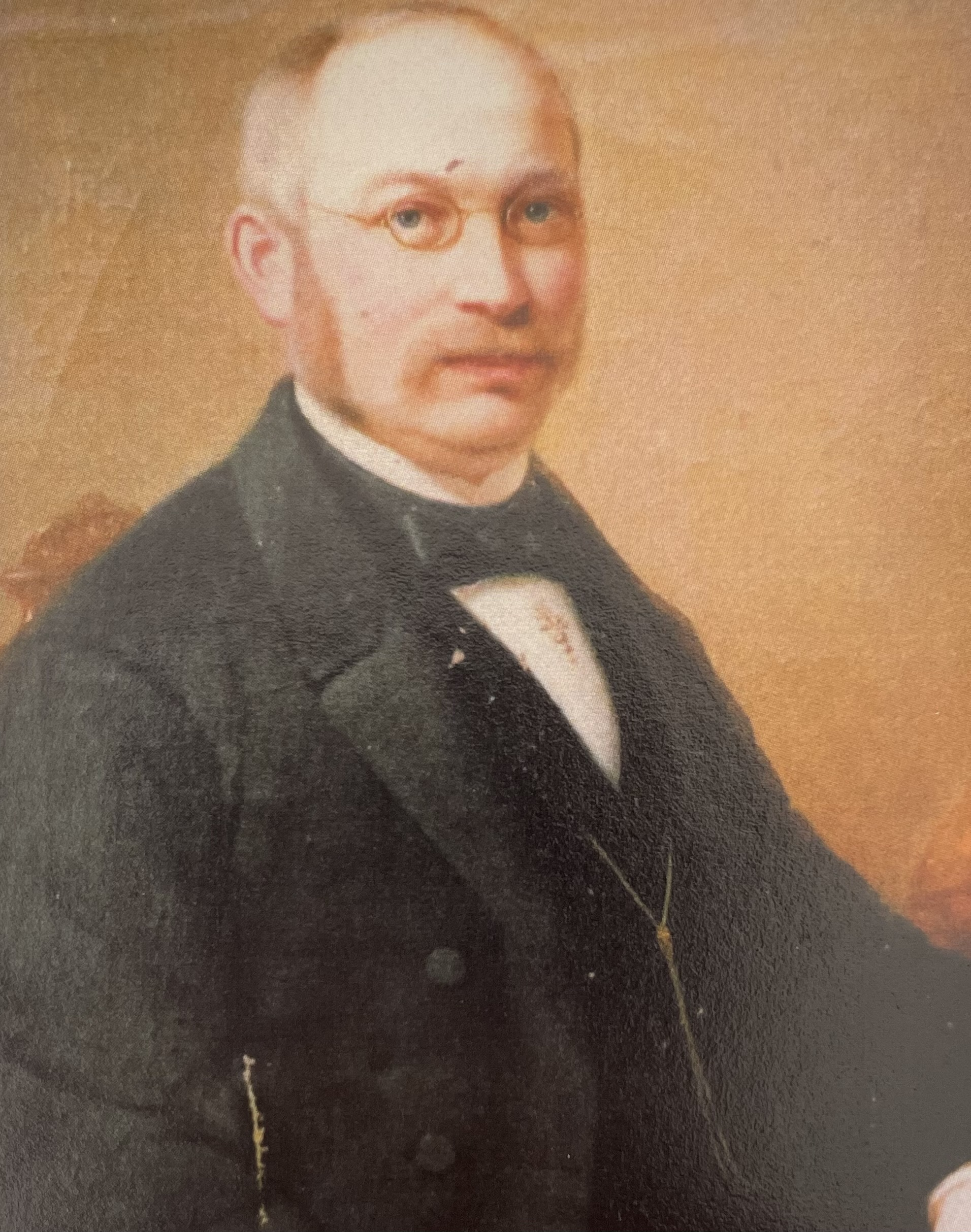
Herman Willem Hubert Berger (1821-1894)

3. Robert Francis Joseph Hubert Berger (1823–1892), koopman en bankier, lid firma P.J. Berger. Gehuwd met Anna Elisabeth Agnes Eugenia Rohling (1824–1895). Kinderloos.Robert Francis Joseph Hubert Berger (1823-1892)

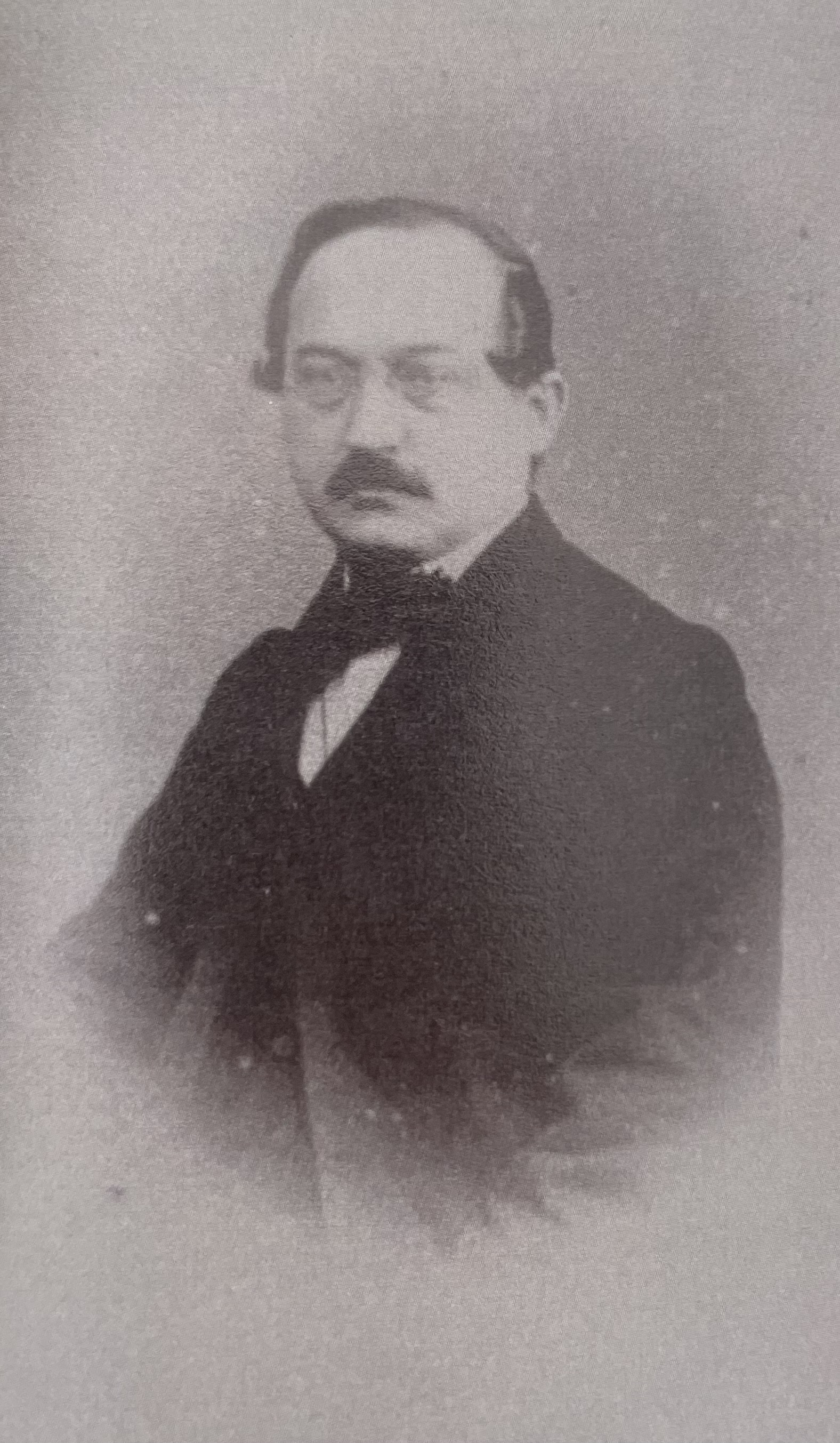
Robert Francis Joseph Hubert Berger (1823-1892)

4. Henrietta Ida Emilia Joseph Hubertina Berger (1824–1824)
5. Lodewijk ("Louis") Leonard Hubert Berger[noot 10] (1826–1912), koopman en bankier, lid firma P.J. Berger, lid Provinciale Staten van Limburg, lid gemeenteraad van Venlo, voorzitter Kamer van Koophandel. Gehuwd met Elisa Emilie Félicité Caroline Receveur (1836–1909). Samen kregen ze acht kinderen waarvan er vier de volwassenheid niet bereikten.Lodewijk Leonard Hubert Berger (1826-1912)

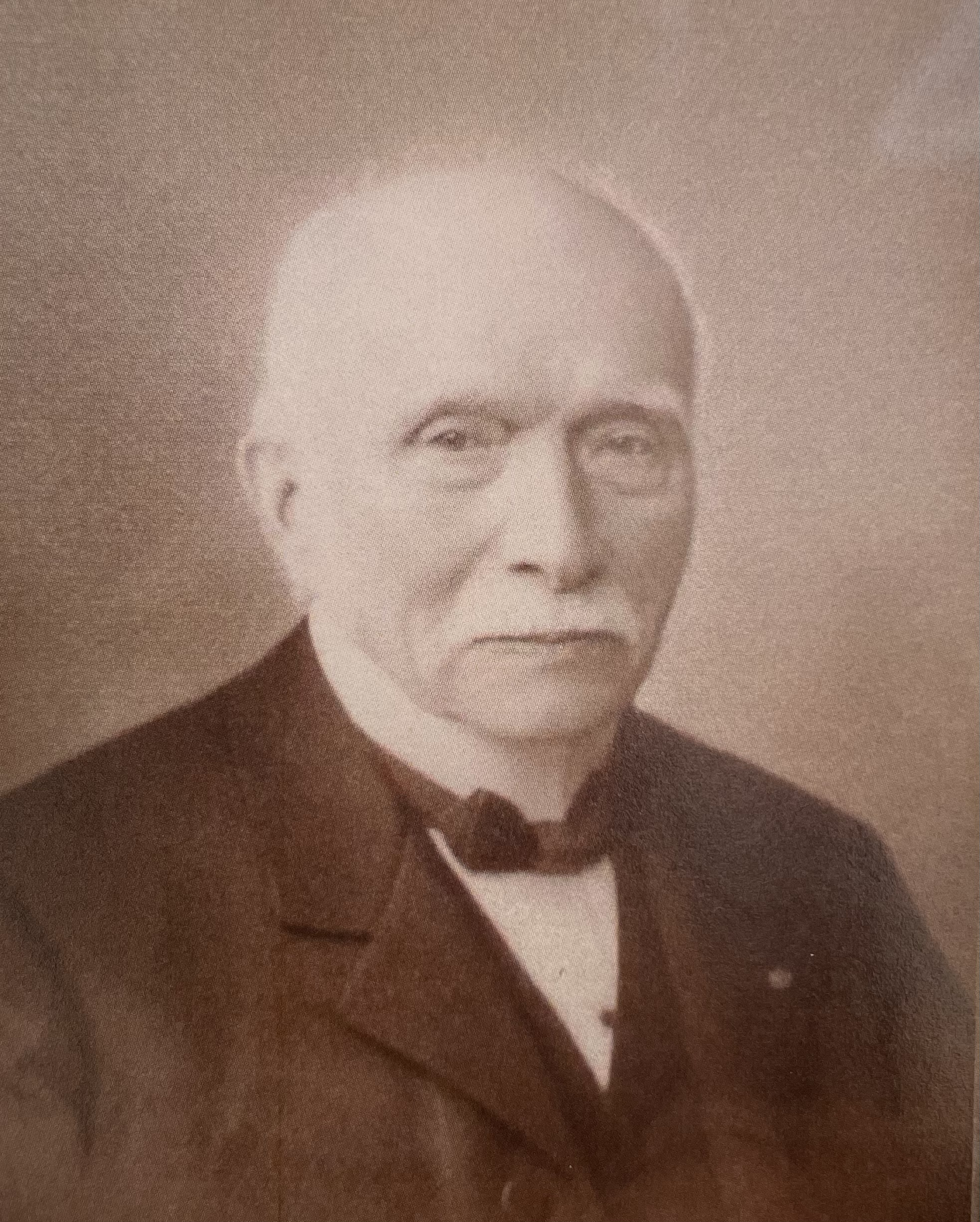
Lodewijk Leonard Hubert Berger (1826-1912)

6. Peter Joseph ("Joseph") Jacob Hubert Berger (1827–1891), koopman en bankier, lid firma P.J. Berger. Gehuwd met Maria Clementina Strom (1832–1912). Samen kregen ze acht kinderen waarvan er vier de volwassenheid niet bereikten.Peter Jozef Jacob Hubert Berger (1827-1891)

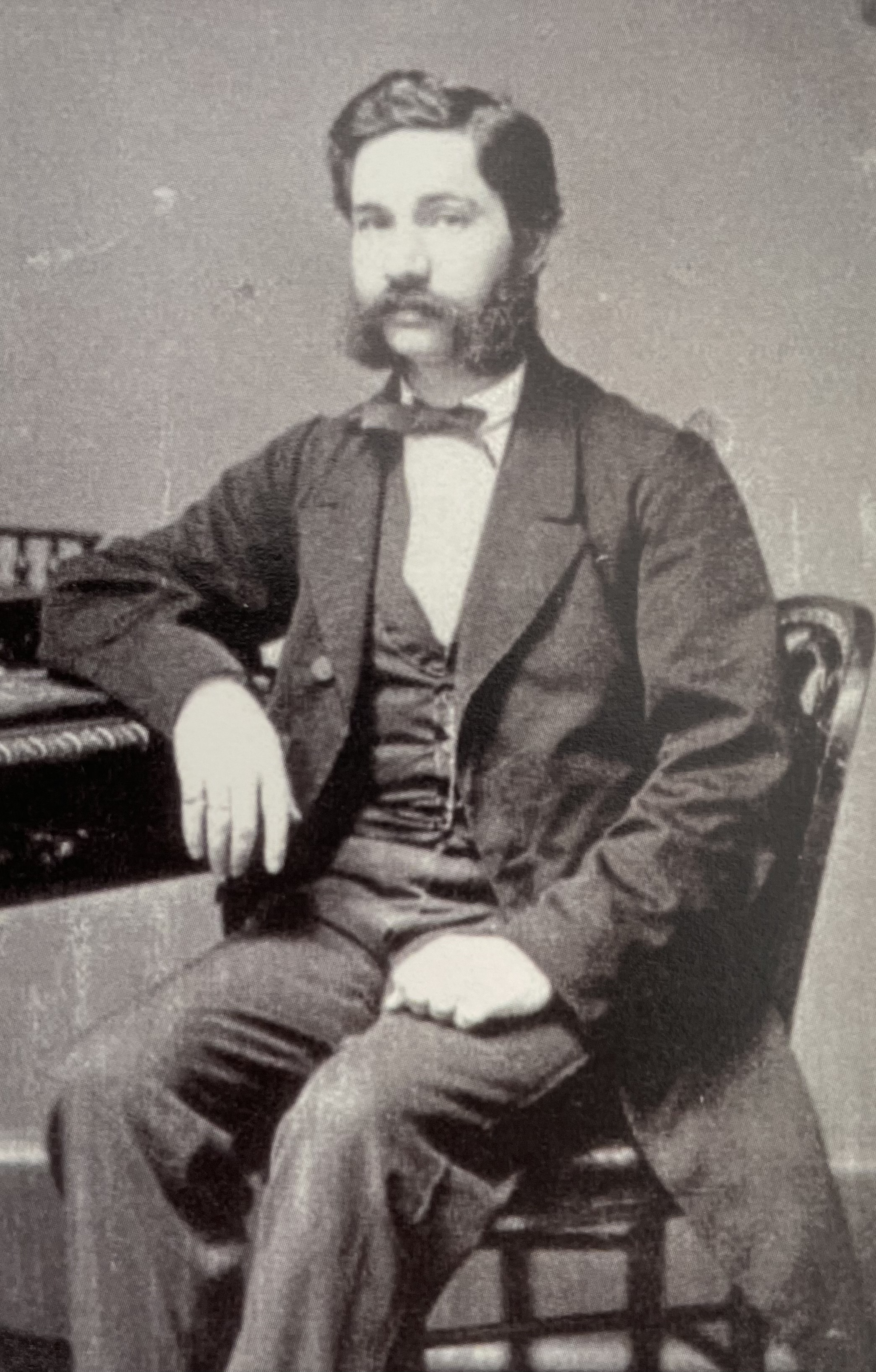
Peter Jozef Jacob Hubert Berger (1827-1891)

7. Theresia ("Thérèse") Hubertine Berger (1829–1899). Gehuwd met Hubert Gérard Louis Regout[noot 11] (1832–1905), firmant C.V. Petrus Regout & Co., oprichter en lid firma Louis Regout & Zoon, lid Provinciale Staten van Limburg, lid Eerste Kamer der Staten-Generaal. Samen kregen ze twaalf kinderen waarvan er vijf de volwassenheid niet bereikten.Theresia Hubertine Berger (1829-1899)

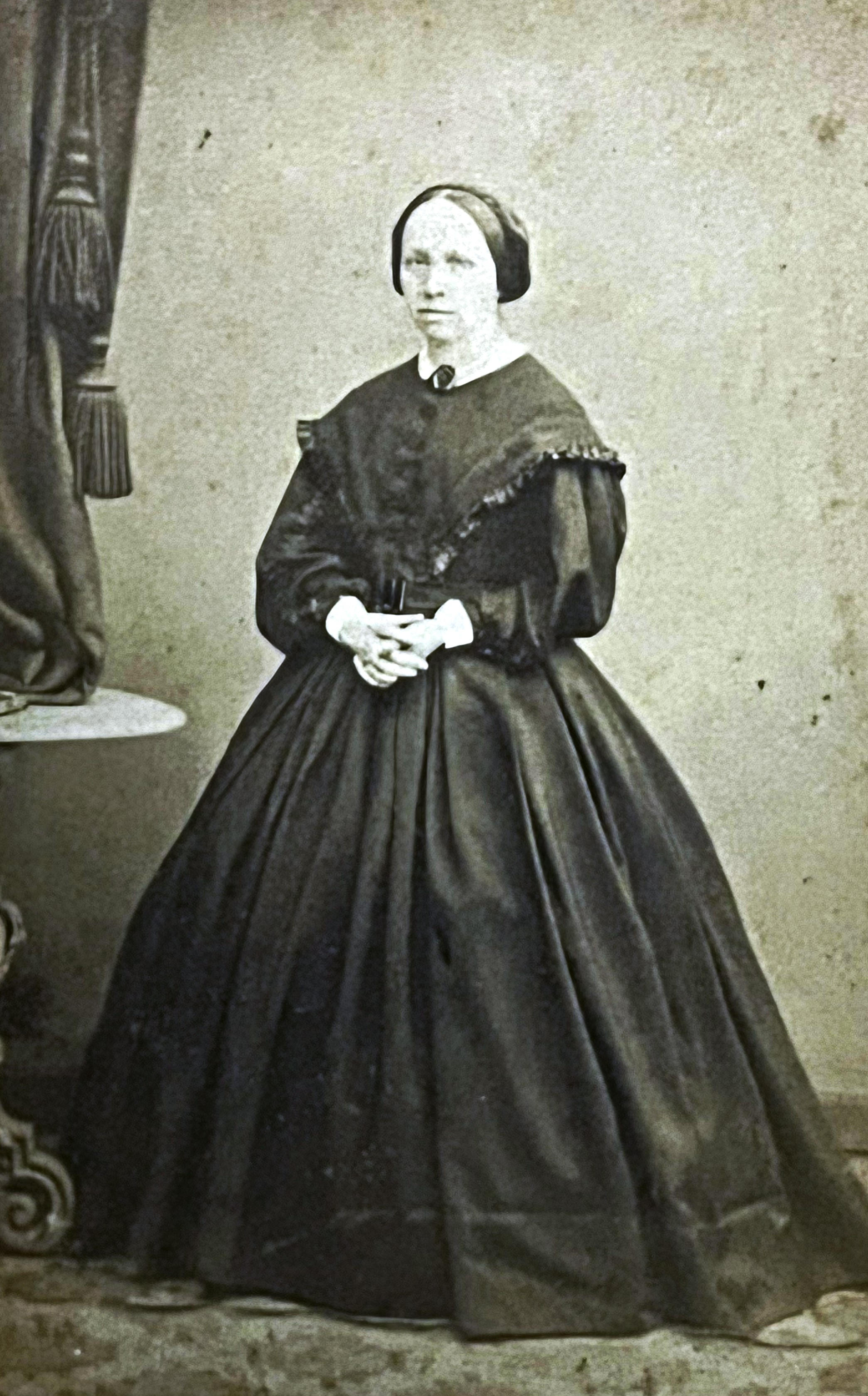
Theresia Hubertine Berger (1829-1899)

8. Emilia Sophia Hubertina Berger (1831–1914). Gehuwd met Herman Gustav Rohling (1831–1888), koopman te Amsterdam. Samen kregen ze zes kinderen.Emilia Sophia Hubertina Berger (1831-1914)

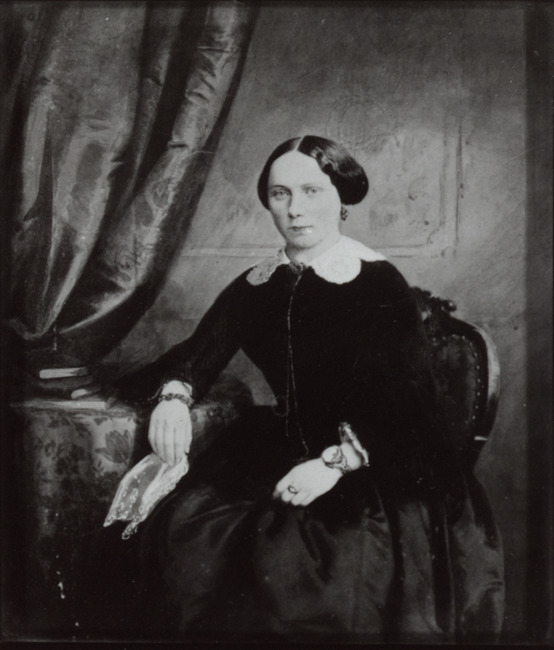
Emilia Sophia Hubertina Berger (1831-1914)

## Trivia
- Berger zou wegens de achterstand van Nederland in het aanleggen van staatsspoorwegen, waarvan de meeste in Nederland pas vanaf 1860 werden aangelegd, de Staat der Nederlanden hebben aangeboden het volledige traject van Staatslijn E, tussen Venlo en Eindhoven te financieren.
- P.J. Berger was lid en later ook onderdeel van het bestuur van de in 1828 opgerichte sociëteit 'Amicitia', welke in 1891 werd opgeheven.
- Berger was op 17 november 1863 aanwezig bij de eerstesteenlegging van het Nationaal Monument op het Plein 1813 in Den Haag, als afgevaardigde van de plaatselijke commissie Venlo.
- Berger kreeg op 29 juni 1851, na zo'n 34 jaar in Nederland te hebben gewoond, de Nederlandse nationaliteit door naturalisatie.Willemspark te s'-Gravenhage, 17 November 1863.

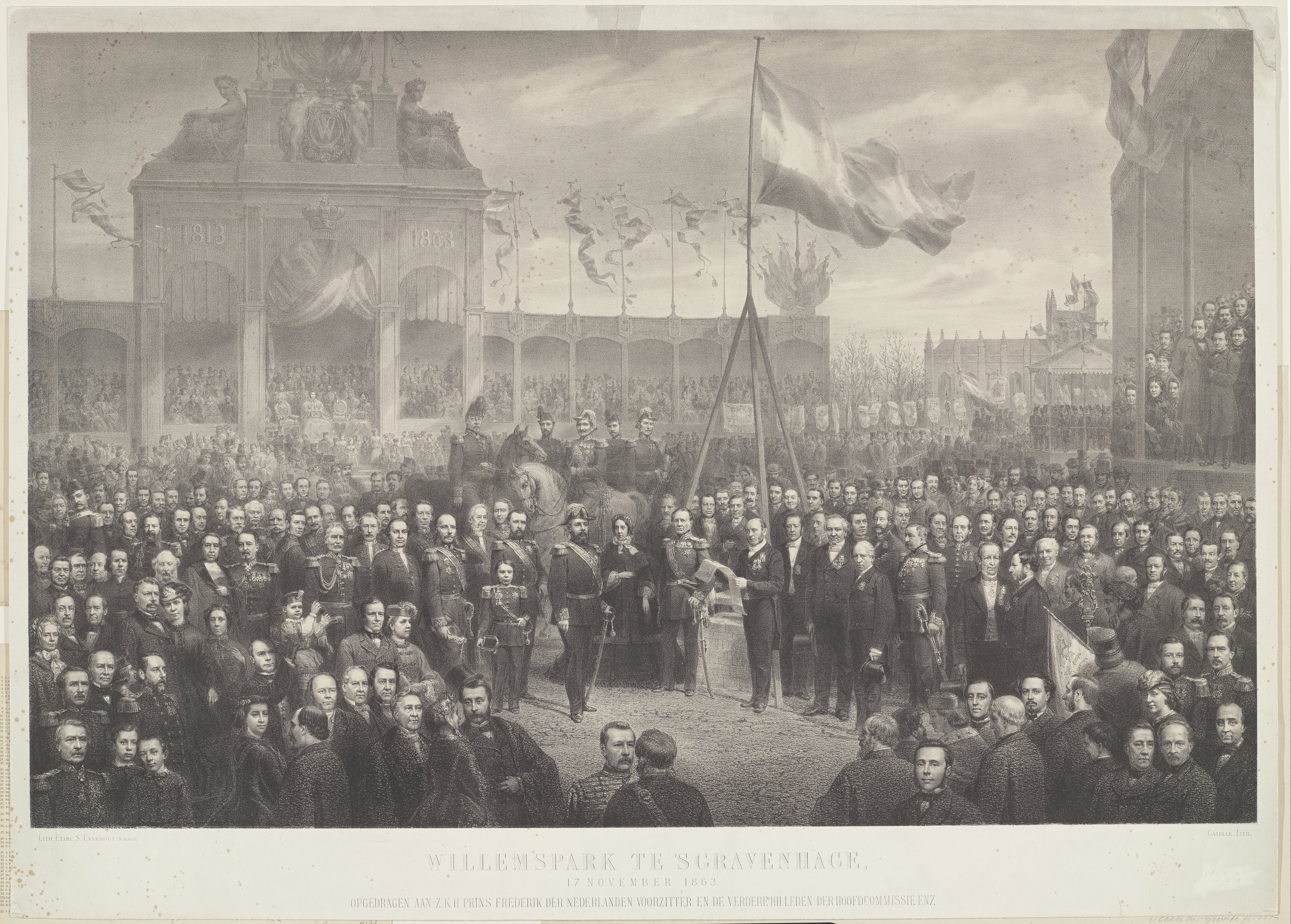
Willemspark te s'-Gravenhage, 17 November 1863.